# جاي لاري جونز
جاي لاري جونز (بالإنجليزية: J. Larry Jones)‏ هو مدرب خيول أمريكي، ولد في 2 سبتمبر 1956 في هوبكينزفيل في الولايات المتحدة.